# Regolamento Internazionale delle Carrozze
RIC (Regolamento Internazionale delle Carrozze) is een overeenkomst uit 1922 tussen Europese spoorwegmaatschappijen over de inzetbaarheid van spoorwegrijtuigen. Het verdrag wordt tegenwoordig door de UIC beheerd, tot 1982 was dat de taak van de Zwitserse federale spoorwegen. Het RIC heeft 27 deelnemers uit alle landen van het Europese vasteland, met uitzondering van Finland.

RIC-Raster

In het RIC is vastgelegd aan welke technische eisen een rijtuig moet voldoen om internationaal ingezet te kunnen worden. Indien dat het geval is, mogen de wagens zonder verdere toelating op alle RIC-spoorwegen rijden.
In het RIC-raster op de zijkant van het rijtuig worden enkele technische gegevens weergegeven. Naast de letters RIC staan in dit rooster de maximale snelheid en de toegestane spanningen en stroomsterkte van de verwarmingskabel. Een ankersymbool geeft aan dat het rijtuig op een spoorpont geladen mag worden. Indien er afkortingen van landen worden weergeven is er alleen een toelating voor deze landen.

Raster van rijtuig zonder RIC

Er zijn ook internationaal toegelaten rijtuigen zonder RIC. Hiervoor is voor elk aangegeven land apart toestemming nodig. Deze rijtuigen hebben in het rooster, op de plek waar normaal de letters RIC staan, een kruis. Daarnaast staan de afkortingen van de landen, behalve het thuisland, waarin het rijtuig is toegelaten. Bij de Nederlandse Intercityrijtuigen staat in plaats van het kruis NS. Als de rijtuigen geschikt zijn voor buurlandverkeer staan de landcodes rechts daarvan, en een tabel met de toegelaten spanning voor de verwarmingskabel.
De eerste twee cijfers van het UIC-nummer op een RIC-rijtuig zijn 51, 52, 53, 61, 62, 63 of 73. Het nummer 71 werd alleen van 1971 tot 1995 gebruikt voor de internationale (West-Europese) slaapwagenpool, onder de naam TEN-pool. Deze pool was opgebouwd uit slaapwagens van de CIWL en de DSG.